# Ann Doran
Pour les articles homonymes, voir Doran.
Ann Doran est une actrice américaine, de son nom complet Ann Lee Doran, née à Amarillo (Texas, États-Unis) le 28 juillet 1911 et morte à Carmichael (Californie, États-Unis) le 19 septembre 2000.

## Biographie
Si l'on excepte un petit rôle non crédité en 1922 (à onze ans), dans le film muet Robin des Bois (avec Douglas Fairbanks), Ann Doran débute au cinéma en 1934, apparaissant dans près de deux-cent cinquante films américains, le dernier en 1986. Un de ses rôles les mieux connus est celui de la mère de James Dean, en 1955, dans La Fureur de vivre.
À la télévision, entre 1950 et 1988, elle participe à de nombreuses séries et à quinze téléfilms.

## Filmographie partielle

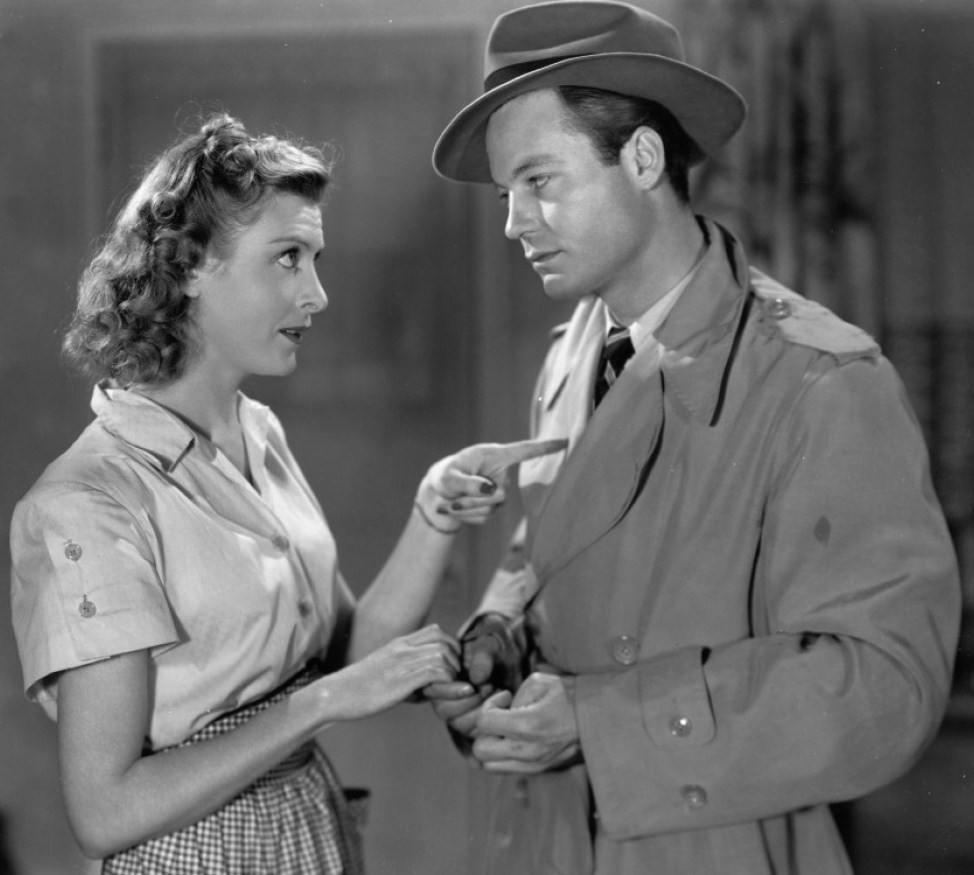
Ann Doran et DeForest Kelley, dans Angoisse dans la nuit (1947)

### Au cinéma
- 1922 : Robin des Bois (Robin Hood) d'Allan Dwan
- 1934 : One Exciting Adventure de Ernst L. Frank
- 1934 : Entrée de service (Servants' Entrance) de Frank Lloyd et Walt Disney
- 1935 : Night Life of the Gods de Lowell Sherman
- 1935 : À travers l'orage de Henry King
- 1935 : The Case of the Missing Man de D. Ross Lederman
- 1935 : Bad Boy de John G. Blystone
- 1935 : Mary Burns, la fugitive (en) (Mary Burns, Fugitive) de William K. Howard
- 1936 : Dangerous Intrigue de David Selman
- 1936 : Ring Around the Moon de Charles Lamont
- 1936 : Lady of Secrets de Marion Gering
- 1936 : The Little Red Schoolhouse de Charles Lamont
- 1936 : L'Extravagant Mr. Deeds (Mr. Deeds goes to Town) de Frank Capra
- 1936 : Chantons encore (en) (Let's sing again) de Kurt Neumann
- 1936 : Palm Springs de Aubrey Scotto
- 1936 : Missing Girl de Phil Rosen
- 1936 : Red Lights Ahead de Roland Reed
- 1937 : Devil's Playground de Erle C. Kenton
- 1937 : When You're in Love de Robert Riskin
- 1937 : Le Rescapé (en) (The Go Getter) de Busby Berkeley
- 1937 : Girls Can Play de Lambert Hillyer
- 1937 : It's All Yours de Elliott Nugent
- 1937 : Stella Dallas de King Vidor
- 1937 : I'll Take Romance de Edward H. Griffith
- 1937 : La Joyeuse Suicidée (Nothing Sacred) de William Wellman
- 1937 : She Married an Artist de Marion Gering
- 1937 : Paid to Dance de Charles C. Coleman
- 1937 : The Shadow de Charles C. Coleman
- 1938 : Little Miss Roughneck de Jimmy Aubrey
- 1938 : Penitentiary de John Brahm
- 1938 : Women in Prison de Lambert Hillyer
- 1938 : Start Cheering d'Albert S. Rogell
- 1938 : Extortion de Lambert Hillyer
- 1938 : The Lady Objects d'Erle C. Kenton
- 1938 : The Main Event de Daniel Dare
- 1938 : Highway Patrol de Charles C. Coleman
- 1938 : City Streets de Albert S. Rogell
- 1938 : Vous ne l'emporterez pas avec vous (You can't take it with you) de Frank Capra
- 1938 : Vacances (Holiday) de George Cukor
- 1938 : Blondie (en) de Frank R. Strayer
- 1938 : Zorro l'homme-araignée (The Spider's Web), de James W. Horne et Ray Taylor
- 1938 : Rio Grande de Sam Nelson
- 1938 : Smashing the Spy Ring de Christy Cabanne
- 1939 : Homicide Bureau de Charles C. Coleman
- 1939 : Laissez-nous vivre (Let us live) de John Brahm
- 1939 : Romance of the Redwoods de Charles Vidor
- 1939 : Monsieur Smith au Sénat (Mr. Smith goes to Washington) de Frank Capra
- 1939 : L'Étrange Rêve (Blind Alley) de Charles Vidor
- 1939 : Nous irons à Paris (Good Girls go to Paris) d'Alexander Hall
- 1939 : Garde-côtes (Coast Guard) d'Edward Ludwig
- 1939 : The Man They Could Not Hang de Nick Grinde
- 1939 : A Woman Is the Judge de Nick Grinde
- 1940 : La Dame du vendredi (His Girl Friday) d'Howard Hawks
- 1940 : Five Little Peppers at Home de Charles Barton
- 1940 : Untamed de George Archainbaud
- 1940 : Manhattan Heartbeat de David Burton
- 1940 : Girls of the Road de Nick Grinde
- 1940 : Glamour for sale de D. Ross Lederman
- 1940 : Her First Romance de Edward Dmytryk
- 1941 : Bombardiers en piqué (Dive Bomber), de Michael Curtiz
- 1941 : Tu seras mon mari (Sun Valley Serenade) d'H. Bruce Humberstone
- 1941 : Ellery Queen's Penthouse Mystery de James Patrick Hogan
- 1941 : La Chanson du passé (Penny Serenade) de George Stevens
- 1941 : L'Homme de la rue (Meet John Doe) de Frank Capra (non créditée)
- 1942 : Embrassons la mariée (They All Kissed the Bride) d'Alexander Hall
- 1942 : La Glorieuse Parade (Yankee Doodle Dandy) de Michael Curtiz
- 1942 : Ma sœur est capricieuse (My Sister Eileen) d'Alexander Hall
- 1942 : Blue, White and Perfect d'Herbert I. Leeds
- 1943 : Les Anges de miséricorde (So Proudly we hail !) de Mark Sandrich
- 1943 : Plus on est de fous (The More the Merrier) de George Stevens
- 1943 : L'Amour travesti (Slighty Dangerous) de Wesley Ruggles
- 1943 : L'Impossible Amour (Old Acquaintance) de Vincent Sherman
- 1944 : Femme aimée est toujours jolie (Mr. Skeffington) de Vincent Sherman
- 1944 : L'Odyssée du docteur Wassell (The Story of Dr. Wassell) de Cecil B. DeMille
- 1944 : La Marine en jupons (Here Come the Waves) de Mark Sandrich
- 1945 : L'Orgueil des marines (Pride of the Marines) de Delmer Daves
- 1945 : Roughly Speaking de Michael Curtiz
- 1946 : L'Emprise du crime (The Strange Love of Martha Ivers) de Lewis Milestone
- 1947 : La Cité magique (Magic Town) de William A. Wellman
- 1947 : Hollywood en folie (Variety Girl) de George Marshall
- 1947 : La Brune de mes rêves (My Favorite Brunette) d'Elliott Nugent
- 1947 : Second Chance de James Tinling
- 1947 : Angoisse dans la nuit (Fear in the Night) de Maxwell Shane
- 1948 : Sanglante Aventure (Pitfall) de André de Toth
- 1948 : La Vérité nue (No Minor Vices) de Lewis Milestone
- 1948 : Reaching from Heaven de Frank R. Strayer
- 1948 : La Fosse aux serpents (The Snake Pit) d'Anatole Litvak
- 1949 : Les Mirages de la peur (The Accused) de William Dieterle
- 1949 : The Kid from Cleveland d'Herbert Kline
- 1949 : Le Pigeon d'argile (The Clay Pigeon) de Richard Fleischer
- 1949 : Le Rebelle (The Fountainhead) de King Vidor
- 1949 : La Fille des prairies (Calamity Jane and Sam Bass) de George Sherman
- 1949 : La Garce (Beyond the Forest) de King Vidor
- 1949 : Air Hostess de Lew Landers
- 1950 : La Flamme qui s'éteint (No Sad Songs for Me) de Rudolph Maté
- 1950 : Jour de chance (Riding High) de Frank Capra
- 1950 : Mon cow-boy adoré (Never a Dull Moment) de George Marshall
- 1950 : Gare au percepteur (The Jackpot) de Walter Lang
- 1951 : Tomahawk de George Sherman
- 1951 : Le peuple accuse O'Hara (The People against O'Hara) de John Sturges
- 1952 : Ruse d'amour (Love Is Better Than Ever) de Stanley Donen
- 1952 : The Rose Bowl Story de William Beaudine
- 1953 : The Eddie Cantor Story (en) d'Alfred E. Green
- 1953 : Aventure dans le Grand Nord (Island in the Sky) de William A. Wellman
- 1953 : So This Is Love de Gordon Douglas
- 1954 : Des monstres attaquent la ville (Them !) de Gordon Douglas
- 1954 : Écrit dans le ciel (The High and the Mighty) de William A. Wellman
- 1955 : La Maison des otages (The Desperate Hours) de William Wyler
- 1955 : La Fureur de vivre (Rebel without a Cause) de Nicholas Ray
- 1957 : L'Esclave libre (Band of Angels) de Raoul Walsh
- 1957 : Bombardier B-52 (Bombers B-52) de Gordon Douglas
- 1958 : En patrouille (The Deep Six) de Rudolph Maté
- 1958 : Voice in the Mirror de Harry Keller
- 1958 : L'Or du Hollandais (The Badlanders) de Delmer Daves
- 1959 : Ils n'ont que vingt ans (A Summer Place) de Delmer Daves
- 1959 : L'Homme aux colts d'or (Warlock) d'Edward Dmytryk
- 1959 : La police fédérale enquête (The F.B.I. Story) de Mervyn LeRoy
- 1963 : Le Combat du capitaine Newman (Captain Newmann, M.D.) de David Miller
- 1964 : Les Ambitieux (The Carpetbaggers) d'Edward Dmytryk
- 1964 : La Chatte au fouet (Kitten with a Whip) de Douglas Heyes
- 1964 : Rivalités (Where Love has gone) d'Edward Dmytryk
- 1965 : Mirage d'Edward Dmytryk
- 1966 : Deux Minets pour Juliette ! (Not with My Wife, You Don't!) de Norman Panama
- 1967 : Les Belles Familles (Rosie !) de David Lowell Rich
- 1968 : Le Grand Frisson (Live a Little, Love a Little) de Norman Taurog
- 1969 : L'Étau (Topaz) d'Alfred Hitchcock
- 1969 : L'Arrangement (The Arrangement) d'Elia Kazan
- 1969 : Histoire d'un meurtre (Once You Kiss a Stranger…) de Robert Sparr
- 1970 : Le Reptile (There was a crooked Man...) de Joseph L. Mankiewicz
- 1971 : L'Homme sans frontière (The Hired Man) de Peter Fonda
- 1981 : First Monday in October de Ronald Neame : Storekeeper
- 1981 : La Vie en mauve (All Night Long) de Jean-Claude Tramont : Grand-mère Gibbons
- 1986 : Femme de choc (Wildcats) de Michael Ritchie

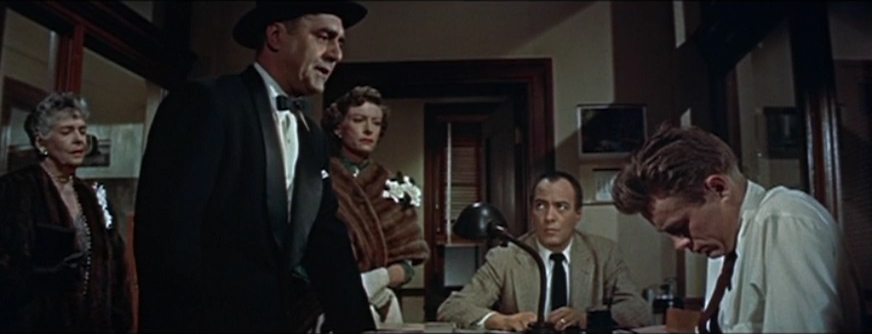
De gauche à droite : Virginia Brissac, Jim Backus, Ann Doran, Edward Platt et James Dean, dans La Fureur de vivre (1955)

### À la télévision

#### Séries
- 1956 : Mon amie Flicka (My Friend Flicka)
  - Saison unique, épisode 23 Mon vieux Danny (Old Danny) de John English
- 1957 : La Flèche brisée (Broken Arrow)
  - Saison 1, épisode 21 Legacy of a Hero de William Beaudine
- 1958-1963 : Première série Perry Mason
  - Saison 1, épisode 36 The Case of the Prodigal Parent (1958)
  - Saison 6, épisode 10 The Case of the Lurid Letter (1962)
  - Saison 7, épisode 3 The Drowsy Mosquito (1963)
- 1959 : Le Monde merveilleux de Disney (The Wonderful World of Disney ou Disneyland)
  - Saison 5, épisode 15 Texas John Slaughter : Showdown at Sandoval
- 1960 : La Grande Caravane (Wagon Train)
  - Saison 3, épisode 20 The Ricky and Laura Bell Story
- 1960 : Rawhide
  - Saison 3, épisode 2 Incident of the Challenge de Charles Marquis Warren
- 1963-1970 : Le Virginien (The Virginian)
  - Saison 1, épisode 29 Run Away Home (1963) de Richard L. Bare
  - Saison 2, épisode 17 The Fortunes of J. Jimerson Jones (1964) de Don McDougall
  - Saison 3, épisode 13 Portrait of a Widow (1964) de Don McDougall
  - Saison 6, épisode 3 The Lady from Wichita (1967) de Don McDougall
  - Saison 8, épisode 21 A King's Ransom (1970) de Joseph Pevney
- 1966 : Lassie
  - Saison 12, épisode 32 The Strongest Instinct
- 1966-1968 : Bonanza
  - Saison 8, épisode 10 Ballad of the Ponderosa (1966) de William F. Claxton
  - Saison 10, épisode 4 The Real People of Muddy Creek (1968)
- 1970-1971 : Ma sorcière bien-aimée (Bewitched)
  - Saison 7, épisode 11 Le Non-conformisme de Samantha (The Corsican Cousins, 1970) et épisode 20 Une étrange enseigne (This Little Piggie, 1971)
- 1970-1974 : L'Homme de fer (Ironside)
  - Saison 3, épisode 3 Dora (1970) de John Florea
  - Saison 4, épisode 13 This could blow your Mind (1970) de James Neilson
  - Saison 5, épisode 1 The Priest Killer (1971)
  - Saison 5, épisode 6 In the Line of Duty (1971) de Don McDougall
  - Saison 6, épisode 1 Five Days in the Death of Sgt. Brown, Part I (1972)
  - Saison 8, épisode 8 Run Scared (1974) de Don McDougall
- 1972 : Docteur Marcus Welby (Marcus Welby, M.D.)
  - Saison 4, épisode 3 We'll walk out of here Together de Leo Penn
- 1972 : La Nouvelle Équipe (The Mod Squad)
  - Saison 5, épisode 5 Taps, Play it Louder
- 1973-1975 : Les Rues de San Francisco (The Streets of San Francisco)
  - Saison 2, épisode 11 Les Victimes (The Victims, 1973) de George McCowan
  - Saison 4, épisode 5 L'École de la peur (School of Fear, 1975) de William Hale
- 1974 : Cannon
  - Saison 3, épisode 19 Où est passée Jennifer ? (Where's Jennifer ?)
- 1974 : Mannix
  - Saison 8, épisode 6 Death has No Face
- 1975 : M*A*S*H
  - Saison 4, épisode 8 The Kids d'Alan Alda
- 1975 : La Petite Maison dans la prairie (Little House on the Prairie)
  - Saison 1, épisode 24 La Fête au village (Founder's Day) de William F. Claxton : Helen Tyler
- 1978 : L'Île fantastique (Fantasy Island)
  - Saison 1, épisode 13 Reunion / Anniversary de John Newland
- 1979 : Huit, ça suffit ! (Eight is Enough)
  - Saison 3, épisode 26 Les Lauréats (The Graduates)
- 1983 : Magnum (Magnum, P.I.)
  - Saison 3, épisode 20 Le Temple Khmer (Two Birds of a Feather) de Virgil W. Vogel
- 1983 : Bizarre, bizarre (Tales of the Unexpected)
  - Saison 6, épisode 5 Heir Presumptuous
- 1983 : Côte Ouest (Knots Landing), feuilleton
  - Saison 5, épisode 14 Les Secrets révélés (Secrets Cry Aloud)
- 1985 : Les Routes du paradis (Highway to Heaven)
  - Saison 2, épisodes 10 et 11 Le Monstre, 1re et 2e parties (The Monster, Parts I & II)
- 1986 : Simon et Simon (Simon & Simon), Saison 6, épisode 9 The Case of Don Diablo
- 1987 : Les deux font la paire (Scarecrow and Mrs. King)
  - Saison 4, épisode 16 Piège à espion (Do you take this Spy ?)
- 1987 : La Cinquième Dimension (The Twilight Zone)
  - Saison 2, épisode 14 : Le Futur antérieur (The Junction) de Bill Duke
- 1988 : Cagney et Lacey (Cagney & Lacey)
  - Saison 7, épisode 10 Old Flames de Reza Badiyi
- 1988 : Rick Hunter (Hunter)
  - Saison 5, épisode 3 Droit au but, 1re partie (Dead on Target, Part I) de Corey Allen

#### Téléfilms
- 1950 : Hurricane at Pilgrim Hill de Richard L. Bare
- 1954 : For the Defense de James Neilson
- 1972 : The Scarecrow de Boris Sagal
- 1976 : Déluge sur la ville (Flood !) d'Earl Bellamy
- 1977 : Dead of Night de Dan Curtis
- 1977 : Peter Lundy and the Medicine Hat Stallion de Michael O'Herlihy
- 1981 : All the Way Home de Delbert Mann